# Odryżyn
Odryżyn (biał. Адрыжын, Adryżyn; ros. Одрижин, Odriżyn) – agromiasteczko na Białorusi, w obwodzie brzeskim, w rejonie janowskim, w sielsowiecie Odryżyn, nad jeziorem Pieszczane (Odryżyńskim).

## Historia
W XIX i w początkach XX w. wieś i folwark położone w Rosji, w guberni grodzieńskiej, w powiecie kobryńskim. Siedziba gminy Odryżyn. W 1902 majątek należał do Tołubiejewych.
W dwudziestoleciu międzywojennym leżał w Polsce, w województwie poleskim, w powiecie drohickim, w gminie Odryżyn. W 1921 wieś i folwark liczyły 382 mieszkańców, zamieszkałych w 75 budynkach, w tym 312 tutejszych, 38 Żydów, 30 Białorusinów i 2 Polaków. 343 mieszkańców było wyznania prawosławnego, 38 mojżeszowego i 1 rzymskokatolickiego. Do wybuchu II wojny światowej liczba mieszkańców wzrosła do 565 osób.
Podczas II wojny światowej Odryżyn poniósł straty od obu okupantów. Wśród ofiar Sowietów pochodzących z Odryżyna znajdują się wójt gminy Odryżyn Władysław Dziurdziński oraz policjant Jan Biegański. Oba nazwiska znajdują się na Białoruskiej Liście Katyńskiej. Niemcy natomiast w maju 1943 zamordowali 78 mieszkańców wsi, paląc wszystkie 113 domy w Odryżynie.
Po II wojnie światowej w granicach Związku Sowieckiego. Od 1991 w niepodległej Białorusi.